# Route nationale 154
Die Route nationale 154, kurz N 154 oder RN 154, ist eine französische Nationalstraße.
Die Straßennummer wurde erstmals im Jahr 1824 eingerichtet und in das Nationalstraßennetz aufgenommen. Sie geht auf die Route impériale 174 zurück. Ihre Gesamtlänge betrug 146 Kilometer.
Der Streckenverlauf führte ab diesem Jahr von Pont-de-l’Arche nach Artenay.
1949 übernahm sie von der N10 den 5 Kilometer langen Abschnitt zwischen Lèves und Chartres, die in dem Jahr auf eine neue Führung zwischen Rambouillet und Chartres gelegt wurde.
Im Jahr 1960 erfolgte eine kleine Änderung der Streckenführung, die durch die Eröffnung einer neuen Trasse für die RN 13BIS notwendig wurde. Zwischen Le Vaudreuil und Nonancourt, sowie Dreux und Chartres wurde die Straße zu einer Schnellstraße ausgebaut, die im Jahr 1996 zwischen Le Vaudreuil und Louviers-Sud zur Autoroute A154 hochgestuft wurde. 2006 wurde der Abschnitt zwischen Allaines-Mervilliers und Artenay abgestuft.
Der Abschnitt zwischen Nonancourt und Dreux soll in Zukunft auch als Schnellstraße ausgebaut werden, da die Nationalstraße N154 zwischen der Anschlussstelle an der Autoroute A13 bei La Vaudreuil und der RN 254 (Verbindung zur Abfahrt 12 der Autoroute A10; war bis 1973 Teil der RN 827) bei Janville ein Teil der ersten Variante des Grand contournement de Paris ist.

## Streckenverlauf
| Position | km   | höchste zulässige Gesamtgeschwindigkeit | Fahrbahnen | km                           | Typ                        | Breitengrad | Längengrad |
| -------- | ---- | --------------------------------------- | ---------- | ---------------------------- | -------------------------- | ----------- | ---------- |
| 1        | 7.5  | 130                                     | 2          | Beginn der Autobahn          | A154                       | 49.1800     | 1.1700     |
| 2        | 11   | 110                                     | 2          | Teil-Anschlußstelle          | Heudreville-sur-Eure       | 49.1586     | 1.1809     |
| 3        | 21   | 110                                     | 2          | Vollständige Anschlussstelle | Évreux (nord)              | 49.0595     | 1.1746     |
| 4        | 24.5 | 110                                     | 2          | Vollständige Anschlussstelle | Évreux (Stadt)             | 49.0288     | 1.1877     |
| 5        | 26   | 110                                     | 2          | Teil-Anschlußstelle          | RN13                       | 49.0151     | 1.1914     |
| 6        | 27   | 110                                     | 2          | Vollständiges Dreieck        | RN1013                     | 49.0070     | 1.1873     |
| 7        | 33   | 110                                     | 2          | Teil-Anschlußstelle          | Prey-Saint-André-de-l’Eure | 48.9520     | 1.2026     |
| 8        | 41   | 110                                     | 2          | Vollständige Anschlussstelle | Damville – D833            | 48.8872     | 1.1725     |
| 9        |      | 110                                     | 2          | Raststätte                   | Chavigny-Bailleul          | 48.8685     | 1.1765     |
| 10       |      | 110                                     | 2          | Raststätte                   | Molsville                  | 48.8547     | 1.1791     |
| 11       |      | 110                                     | 2          | Vollständige Anschlussstelle | Marcilly-la-Campagne       | 48.8349     | 1.1831     |
| 12       |      | 110                                     | 2          | Ende an Kreisverkehr         | N12                        | 48.7807     | 1.1935     |
| 13       |      | 110                                     | 2          | Teil-Anschlußstelle          | Marville-Moutiers-Brûlé    | 48.6850     | 1.3810     |
| 14       |      | 110                                     | 2          | Teil-Anschlußstelle          | Marville-Moutiers-Brûlé    | 48.6717     | 1.3863     |
| 15       |      | 110                                     | 2          | Vollständige Anschlussstelle | Le Boulay Mivoyé           | 48.6431     | 1.4030     |
| 16       |      | 110                                     | 2          | Teil-Anschlußstelle          | Le Boulay Thierry          | 48.6307     | 1.4125     |
| 17       |      | 110                                     | 2          | Vollständige Anschlussstelle | Nogent-le-Roi / D26        | 48.6067     | 1.4205     |
| 18       |      | 110                                     | 2          | Teil-Anschlußstelle          | Tremblay-les-Villages      | 48.5835     | 1.4284     |
| 19       |      | 110                                     | 2          | Vollständige Anschlussstelle | Challet                    | 48.5619     | 1.4411     |
| 20       |      | 110                                     | 2          | Teil-Anschlußstelle          | Berchères-le-Maingot       | 48.5326     | 1.4552     |
| 21       |      | 110                                     | 2          | Vollständige Anschlussstelle | Poisvilliers               | 48.5071     | 1.4635     |
| 22       |      | 110                                     | 2          | Beginn an Kreisverkehr       | Prunay-le-Gillon           | 48.3797     | 1.5866     |
| 23       |      | 110                                     | 2          | Ende an Kreisverkehr         | Allonnes                   | 48.3266     | 1.6625     |
| 24       |      | 110                                     | 2          | Beginn an Kreisverkehr       |                            | 48.2739     | 1.7408     |
| 25       |      | 110                                     | 2          | Ende an Kreisverkehr         | Ymonville                  | 48.2544     | 1.7639     |

## N154A
Die N154A war ein Seitenast der N154, der aus der östlichen N12 innerhalb von Dreux entstand, als die N12 auf die neu erstellte Nordumgehung gelegt wurde. Sie wurde 1978 in N254 umgenummert und ist heute eine Kommunalstraße.

## N254
Die N254 ist ein Seitenast der N154, der diese an die Anschlussstelle 12 der A10 anbindet. Seine Länge beträgt 2,5 Kilometer. Festgelegt wurde er 2006. Von 1933 bis 1973 war diese Straße schon einmal Nationalstraße als Teil der N827 und trug in der Zwischenzeit bis zur erneuten Aufstufung die nummer D927.

## N1154
Die N1154 ist ein Seitenast der N154, der als Nordwestumgehung von Chartres fungiert. Zusammen mit der N123 verbindet er die N154 nördlich und südlich von Chartres. Er ist damit ein Teil der ersten Variante des Grand contournement de Paris. Ihre Länge beträgt 7 Kilometer. Zunächst war nur der Bypass von Lèves Nationalstraße (Inbetriebnahme 1984); der weitere Abschnitt wurde 1991 als D905 in Betrieb genommen und 2006 aufgestuft.